# Закон о гражданских правах (1964)
Закон о Гражданских правах 1964 года (англ. The Civil Rights Act of 1964) — закон о гражданских правах и труде США, запрещающий дискриминацию на основе признаков расы, цвета кожи, пола или этнической принадлежности. Закон запрещает неравное применение требований к регистрации избирателей, расовую сегрегацию в школах и общественных местах, а также дискриминацию при приеме на работу и считается одним из самых важных законов в американской истории.
Президент Джон Кеннеди предложил закон в июне 1963 года, но Сенат не принял его. После убийства Кеннеди закон поддерживал президент Линдон Джонсон. Палата представителей приняла закон в феврале 1964 года, Линдон Джонсон подписал закон 2 июля 1964 года в Белом Доме.

## История
В 1883 году Верховный суд США постановил, что в делах о гражданских правах Конгресс не имеет полномочий запрещать дискриминацию в частном секторе, тем самым лишив принятый в 1875 году закон о гражданских правах способности защищать гражданские права.
В 1930-х годах, в период «Нового курса» большинство судей Верховного суда склонялись к тому, что необходимо обеспечить более строгое государственное регулирование частного сектора в соответствии с Положением о торговле. Принятие новой теории закона стало основание для правительства начать работать над законами о гражданских правах, запрещающих дискриминация как в государственном, так и в частном секторе на основании запрета дискриминации в торговле.
В июне 1941 года под влиянием советников «Черного кабинета» и движения «Марш против Вашингтона» президент Рузвельт подписал первый федеральный антидискриминационный закон и учредил Комитет по добросовестной практике найма работников.
В июне 1947 года президент Гарри Трумэн создал президентский комитет по гражданским правам и стал инициатором нового закона о гражданских правах, который обеспечивал справедливую занятость и десегрегацию в государственных структурах, федеральном правительстве и вооруженных силах США.
Закон о гражданских правах 1957 года, подписанный президентом Дуайтом Эйзенхауэром в сентябре 1957 года, стал первым федеральным законом о гражданских правах с 1875 года. После того, как Верховный суд признал сегрегацию в школах неконституционной в 1954 году в деле Браун против Совета по образованию, южные демократы США начали кампанию против десегрегации, тогда несколько умеренных белых лидеров перешли на откровенно расистские позиции. В ответ Эйзенхауэр предложил законопроект о гражданских правах, который усилит защиту избирательных прав афроамериканцев.  

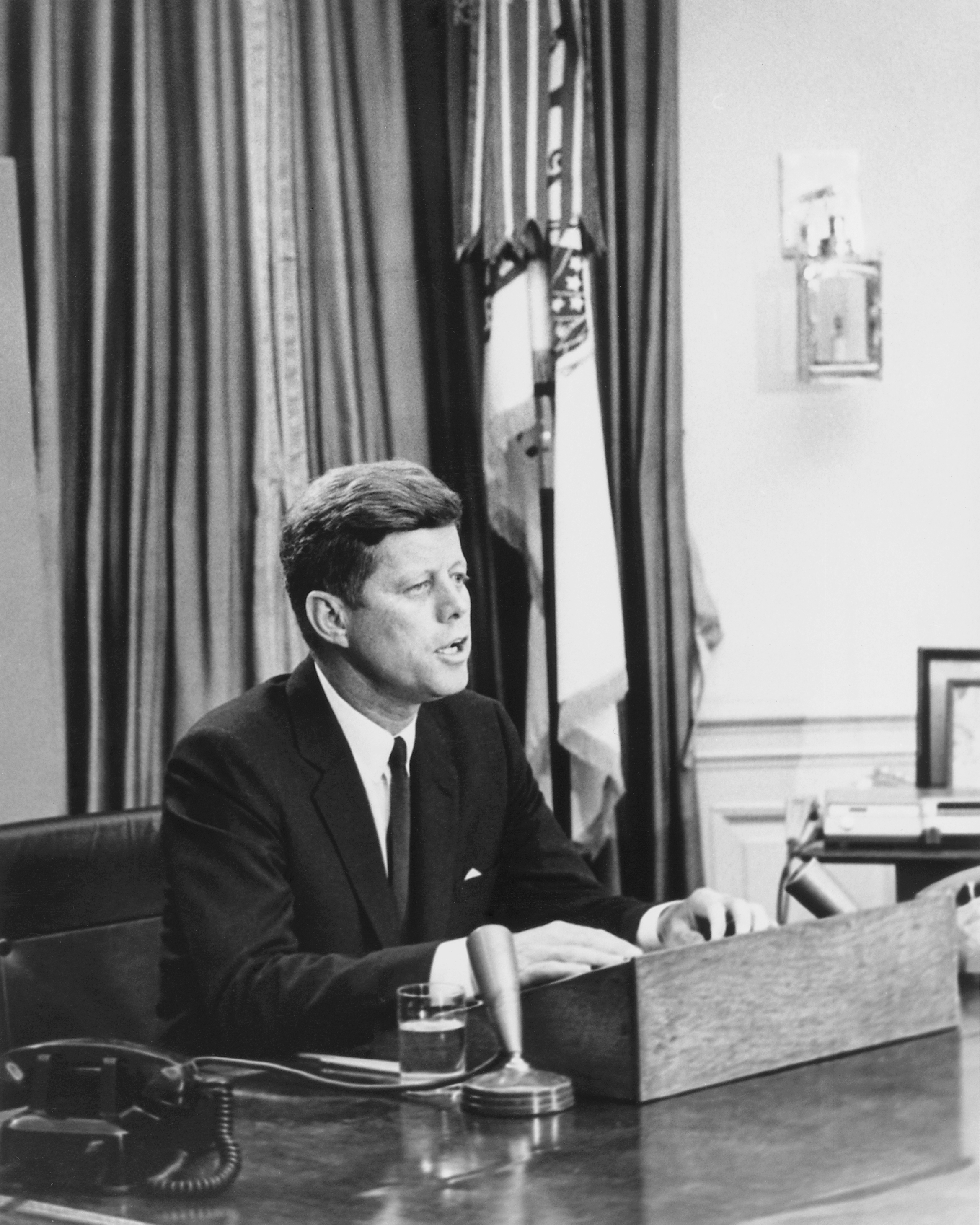
Президент США Джон Кеннеди обращается к нации по поводу гражданских прав 11 июня 1963 г.

В 1960 году победив на президентских выборах в США Кеннеди получил порядка 70% голосов афроамериканцев. Из-за недостаточного количества демократов в Конгрессе, он опасался настаивать на принятии закона о гражданских правах, опасаясь потерять поддержку со стороны Юга. По данным Центра Миллера Кеннеди хотел дождаться избрания на второй срок, чтобы отправить законопроект о гражданских правах в Конгресс. В связи с ростом расовой напряженности и волной афроамериканских протестов весной 1963 года Кеннеди решил выступить в защиту гражданских прав.
Впервые Кеннеди предложил законопроект 1964 года в своем Докладе американскому народу о гражданских правах в 1963 году. В июле 1963 года Уолтер Ройтер, президент Объединения рабочих автомобильной промышленности, предупредил, что, если Конгресс не примет законопроект Кеннеди о гражданских правах, страна столкнется с новой гражданской войной.

## Принятие закона парламентом
Законопроект Кеннеди во многом повторял отменённый Верховным судом США Закон о гражданских правах 1875 года, включал в себя положения, запрещающие дискриминацию в общественных местах и позволял Генеральному прокурору США присоединяться к искам против правительств штатов, которые управляли системами раздельного обучения. Но он не включал ряд положений, которые лидеры гражданских прав считали важными, включая защиту от жестокости полиции, прекращение дискриминации в сфере частной занятости и предоставление Министерству юстиции полномочий инициировать судебные иски о десегрегации или дискриминации на рабочем месте.

##### Прохождение закона в Конгрессе
11 июня 1963 года президент Кеннеди встретился с лидерами республиканцев, чтобы обсудить законопроект перед своим телевизионным обращением к нации. Двумя днями позже лидер сенатского меньшинства Эверетт Дирксен и лидер сенатского большинства Майк Мэнсфилд высказались в поддержку законопроекта президента, за исключением положений, гарантирующих равный доступ к местам общественного пользования.  
Это привело к тому, что несколько представителей-республиканцев разработали для рассмотрения компромиссный вариант законопроекта. 19 июня президент направил свой законопроект в Конгресс в том виде, в котором он был первоначально написан, заявив, что законодательные меры «необходимы». 
Президентский законопроект сначала был направлен в Палату представителей, где он был передан на рассмотрение Судебному комитету под председательством Эмануэля Селлера, демократа из Нью-Йорка. После серии слушаний по законопроекту комитет Селлера усилил закон, добавив положения о запрете расовой дискриминации при приеме на работу, обеспечив большую защиту чернокожим избирателям, устранив сегрегацию во всех государственных учреждениях и усилив меры против сегрегации.
Судебный комитет также добавил полномочия Генеральному прокурору подавать иски для защиты отдельных лиц от лишения каких-либо прав, гарантированных Конституцией или законодательством США. По сути, это был спорный «Заголовок III», который был удален из законопроектов в 1957 и в 1960 году. Правозащитные организации активно настаивали на этом положении, поскольку его можно было использовать против подавления свободы слова, а также для защиты мирных демонстрантов и чернокожих избирателей от жестокости полиции.
Лоббирование поддержки Закона о гражданских правах координировалось Конференцией лидеров по гражданским правам и коалицией из 70 либеральных и профсоюзных организаций. После Марша на Вашингтон 28 августа 1963 года организаторы посетили Кеннеди для обсуждения законопроекта о гражданских правах. Организаторы марша хотели убедить президента поддержать положение о создании Комиссии по добросовестной практике найма, которая запретила бы дискриминационную практику со стороны всех федеральных агентств, союзов и частных компаний.
Кеннеди пригласил лидеров Конгресса в Белый дом в конце октября 1963 года, чтобы собрать необходимые голоса в Палате представителей для прохождения закона. В ноябре 1963 года Закон был передан из Судебного комитета в Комитет по правилам , председатель которого Ховард У. Смит, демократ и убеждённый сторонник сегрегации из Вирджинии, заявил о своем намерении держать законопроект на рассмотрении до бесконечности.
Убийство президента США Джона Ф. Кеннеди 22 ноября 1963 года изменило политическую ситуацию. Преемник Кеннеди на посту президента, Линдон Джонсон поддержал законопроект. В своем первом выступлении в Конгрессе 27 ноября 1963 года Джонсон сказал законодателям: «Никакая мемориальная речь или хвалебная речь не могли бы более красноречиво почтить память президента Кеннеди, чем быстрое прохождение законопроекта о гражданских правах, за который он так долго боролся». После зимних каникул 1963 года Конгресс принял законопроект.

##### Прохождение закона в Сенате
Джонсон, который хотел, чтобы законопроект был принят как можно скорее уделял много внимания тому, чтобы Сенат быстро рассмотрел его. В соответствии с процедурами законопроект должен был быть передан в Судебный комитет Сената, который возглавлял сенатор демократ Джеймс Истленд, чья твердая оппозиция делала невозможным попадание законопроекта на рассмотрение верхней палаты парламента.
Чтобы избежать процедурных задержек в Судебном комитете, лидер большинства в Сенате Майк Мэнсфилд изменил процедуру принятия закона. После принятия закона в первом чтении он предпринял беспрецедентный шаг, предоставив законопроект Сенату во втором чтении 26 февраля 1964 года, минуя Судебный комитет и поставил вопрос для немедленного обсуждения Сенатом.
В конце марта 1964 года законопроект был представлен для обсуждения в Сенате. «Южный блок» из 18 сенаторов-демократов стали активными противниками принятия закона. Возглавлял группу противников закона Ричард Рассел, который выразил позицию противников закона: «Мы будем сопротивляться до победного конца любой мере или любому движению, которые будут иметь тенденцию к социальному равенству, смешению и слиянию рас в наших штатах».
Решительное противодействие законопроекту также исходило от сенатора Строма Турмонда, который в то время был ещё демократом: «Эти предложения о так называемых гражданских правах, которые президент направил на Капитолийский холм для принятия в качестве закона, являются неконституционными, ненужными и выходит за рамки разумного. Это худший пакет гражданских прав, когда-либо представленный Конгрессу, и он напоминает предложения Реконструкции и действия радикального республиканского Конгресса».
В течение двух месяцев противники закона противостояли рассмотрению закона Сенатом. 10 июня 1964 года менеджер законопроекта Хамфри пришёл к выводу, что у сторонников законопроекта есть 67 голосов, необходимых на тот момент, чтобы положить конец дебатам и принять закон. С шестью колеблющимися сенаторами, обеспечившими перевес в четыре голоса, окончательный счёт составил 71 голос против 29.
Впервые с 1927 года и впервые за последние 37 лет в Сенате сформировалось большинство, чтобы победить противников закона о гражданских правах. Самый драматический момент во время голосования по закону был, когда в зал вкатили сенатора Клера Энгла. Страдая от неизлечимой формы рака мозга, неспособный говорить, сенатор указал на свой левый глаз, показывая, что проголосовал «за», когда его назвали по имени. Энгл скончался спустя семь недель после голосования.
Закон был принят Сенатом 19 июня 1964 года с некоторыми поправками, затем был принят обеими палатами Конгресса и подписан президентом Джонсоном в июле 1964 года.  